# 中国驻佛罗伦萨总领事馆
中华人民共和国驻佛罗伦萨总领事馆（義大利語：Consolato Generale della Repubblica Popolare Cinese in Firenze），简称中国驻佛罗伦萨总领事馆，是中华人民共和国派驻意大利佛罗伦萨的最高级别外交机构。领区包括托斯卡纳大区、翁布里亚大区、马尔凯大区和利古里亚大区。

## 机构设置
中国驻佛罗伦萨总领事馆设置下列机构：
- 领侨处
- 办公室